# زنگوله‌ای (سرده)
یوکا (نام علمی: Yucca) گیاهی درختچه‌ای از خانواده مارچوبگان است. این گیاه مناسب قرارگیری در محیط‌های باز و بسته است و زیبایی خاصی به محیط اطراف خود می‌بخشد. این گیاه بومی مناطق گرم و خشک قاره آمریکا و جزیره کارائیب است‌‌. جان‌سخت بودن این گیاه آن را به گزینه‌ای ایده‌آل برای نگهداری در منزل تبدیل کرده است. اگر چه به مراقبت کمی نیاز دارد اما رعایت برخی نکات به شادابی و زیبایی هر چه بیشتر گیاه شما کمک می‌کند.
یوکای زنگوله‌ای دارای برگ‌های بزرگ و کشیده و خنجری نوک تیز و به رنگ سبز می‌باشد. جوانه انتهایی، گیاه دو یا سه شاخه خواهد شد. این گیاه به آبیاری کمتری نیازمند است. ساقه گل‌دهنده هر چند سال یکبار نمودار شده و گل‌های سفید و کرمی به تعداد زیاد به شکل زنگوله‌ای کوچک و واژگون ظاهر می‌شوند ولی در آپارتمان به گل نمی‌نشیند، گل و گیاه یوکا دارای کربوهیدارت بسیار بالا هست و در کنار این مورد دارای مقدار بسیار زیادی ویتامین‌های B ،C، آهن و کلسیم می‌باشد.

## نیازها
نور: به نور غیر مستقیم ولی زیاد احتیاج دارد هم می‌توان در خانه در پشت پنجره جنوبی و هم می‌توان در باغچه کشت شود ۵–۴ هفته در سایه مقاومت می‌نماید.
دما: درجه حرارت مطلوب در زمستان دمای ۱۶–۱۰درجه سانتیگراد و در تابستان محتاج به نگهداری در خارج از اتاق و در بالکن است.
آبیاری: در تابستان خاک آن را همیشه مرطوب و هر ۲_۳ روز یکبار آبیاری نمایید و در زمستان هر ۱۰ روز.
رطوبت: در تابستان هفته‌ای یکبار و در زمستان هر ماه یکبار غبارپاشی توصیه می‌گردد.
تغذیه: نیاز چندانی به کود ندارد ولی در بهار و تابستان گلدان را با نصف میزان توصیه شده از طرف فروشنده کوددهی نمایید.
خاک مناسب: خاک لیمونی مناسب‌ترین محیط برای رشد ریشه برای یوکا است.
تعویض گلدان: در ۴ سال اول رشد احتیاج به تعویض گلدان سالیانه دارد ولی با گذشت سه سال تعویض خاک‌های سطحی آن با خاک نو کافی به نظر می‌رسد. در هنگام تعویض گلدان توجه نمایید که خاک کاملاً پرس شود.
تمیز بودن برگ‌ها: جهت تمیز نمودن برگ‌ها از پارچه یا اسفنج مرطوب استفاده نمایید. از مواد براق‌کننده شیمیایی استفاده ننمایید.
تکثیر: جدا کردن پاجوش (پا گیاه) در بهار- کاشت بذر در بهار در دمای ۲۰ درجه سانتی گراد - کاشت قلمه در شن و ریشه‌دار نمودن آنها.
کوددهی: برای رشد بهتر یوکا، در طول فصول رشد هر دو هفته یک بار به آن کود اضافه کنید‌. کود مورد استفاده باید متعادل باشد و طبق دستور نوشته شده روی جلد به گیاه اضافه شود. از کوددهی بیش از حد به گیاه خودداری کنید زیرا که در خاک جمع می‌‌شود و ریشه‌ها را می‌سوزاند.
هرس کردن: این گیاه نیاز اساسی به هرس شدن ندارد؛ اما هرس کردن موجب زیبایی بیشتر آن می‌شود و تمرکز گیاه بر روی برگ‌های جدیدتر را افزایش می‌دهد. بدین ترتیب می‌توانید برگ‌های مرده، آسیب دیده و شل شده را با دست بکنید یا در نزدیکی ساقه هرس کنید.

## سمی بودن
شیره و شاخ و برگ‌های یوکا حاوی ترکیبی سمی است که اگرچه لزوماً کشنده نیست، اما می‌تواند باعث ناراحتی جدی دستگاه گوارش شود؛ بنابراین کسانی که جانوران خانگی و کودکان خردسال دارند باید مراقب باشند. علاوه بر این، شیره آن آلرژی‌زا است و ذرات می‌توانند به راحتی در هوا منتقل شوند.

## شرایط گل‌دهی
گیاهان یوکا به شکوفه‌های فراوان و زیبا مشهور هستند. اگر یوکای شما گل نمیده، باید در فصل رشد گیاه رو با کودهای پتاس بالا تغذیه کنید، کودهایی مانند ۱۲۱۲۳۶، اگر خاک دارای کمبود مواد مغذی است، کودی را انتخاب کنید که غنی از فسفر یا پتاس باشد. علاوه بر این، گیاه یوکا خود را بیش از حد آبیاری نکنید. آب بیش از حد منجر به بیماری‌های قارچی می‌شود و از گل‌دهی گیاه جلوگیری می‌کند. در نهایت، توجه داشته باشید که علاوه بر موارد گفته شده در بالا اولین شرط گل‌دهی یوکا رسیدن به سن بلوغ هست، پس هیچوقت برای گل‌دهی این گیاه عجله نکنید.

## عوارض و درمان
لکه‌های قهوه‌ای روی ساقه و زیر برگ‌ها مشاهده می‌گردند: عامل آن حشره آفت است. سطح زیرین برگ را با پنبه آغشته به سم حشره‌کش نفوذی خیس یا گیاه را هفته‌ای یکبار سمپاشی غدد یا علایم برطرف گردد.
برگ‌ها در زمستان خشک می‌گردند: هوا گرم است گیاه را به محل خنک‌تری منتقل نمایید.
برگ‌های زیرین زرد می‌شوند: نور کافی نیست گیاه را به محل پرنورتری منتقل نمایید.
برگ‌های جدید فاقد رشد هستند: گیاه به کود دهی نیاز دارد. اگر کوددهی به‌طور منظم انجام می‌گردد ممکن است سردی هوا عامل آن باشد.
برگ‌ها رنگ پریده‌اند: نور مستقیم زیاد است، گیاه به نور کافی نیاز دارد ولی اشعه مستقیم آفتاب بخصوص در ظهر به برگ‌های آن صدمه وارد می‌نماید.
نقاط زنگ مانند روی برگ‌ها مشاهده می‌گردد: از مواد براق‌کننده استفاده شده‌است. برگ‌ها را با اسفنج مرطوب تمییز نمایید.
کپک خاکستری روی برگ‌ها مشاهده می‌گردد: عامل آن قارچ بوتری تیس است که خود ناشی از هوای سرد و مرطوب است، گیاه را با سم قارچ‌کش سم‌پاشی نموده و به محل گرم منتقل نمایید. آبیاری را کاهش دهید و غبارپاشی را تا رفع علایم متوقف کنید.
گیاه خود را انداخته‌است: ریشه‌ها توسعه پیدا نکرده‌اند. گیاه را به گلدان کوچکتری منتقل و خاک اطراف ریشه را کاملاً متراکم نمایید و گلدان را در محل پرنورتر قرار دهید.
زخم‌های پنبه‌ای سفیدرنگ در وسط برگ‌ها مشاهده می‌گردند: عامل آن حشره آفت است، گیاه را با سم حشره‌کش نفوذی هر دو هفته یکبار سم‌پاشی نمایید تا علایم بر طرف گردند.
کلیه برگ‌های یک شاخه سیاه رنگ شده و می‌پوسند: آبیاری بیش از اندازه‌است، خاک‌های سطحی گلدان باید در فاصله بین دو آبیاری خشک شوند.
لکه‌های قهوه ای روی برگ و ساقه: عامل حشره افت است سطح زیرین برگ را با پنبه آغشته به سم حشره کش نفوذی خیس یا گیاه را هفته ای یکبار سمپاشی کنید
برگ‌های رنگ پریده: نور مستقیم و زیاد است.
نقاط زنگ مانند روی برگ‌ها: از مواد براق کننده استفاده شده‌است برگ‌ها را با اسفنج مرطوب تمیز کنید
کپک خاکستری بر روی برگ‌ها: عامل ان قارچ بوتیری تیس که خود ناشی از هوای سرد و مرطوب است گیاه را با قارچ کش سمپاشی نموده و به محل گرم منتقل نماییدغبار پاشی را متوقف تا رفع علائم متوقف و آبیاری را کاهش دهید
زخم‌های پنبه ای سفید در وسط برگ‌ها: عامل ان شپشک ارد آلود است با سم حشره کش نفوذی هردو هفته یکبار طبق دستور سمپاشی کنید
برگ‌های جدید فاقد رشد هستند: به تغذیه مصنوعی احتیاج دارد، اگر تغذیه به‌طور کامل انجام می‌شود ممکن است به خاطر سردی هوا باشد
برگ‌های یک شاخه سیاه رنگ شده و می‌پوسند: آبیاری بیش از اندازه است سطح خاک باید بین دو آبیاری خشک شود زهکشی را بازدید و اب زیر گلدانی را خارج کنید
برگ‌های زیرین زرد می‌شوند: نور کافی نیست گیاه را به محل پرنور تری منتقل کنید
برگ‌ها در زمستان خشک می‌شوند: هوا گرم است گیاه را به مکان خنک تری منتقل نمایید و غبار پاشی فراموش نشود

## گونه‌ها
- یوکا آمریکایی Yucca rostrata
- یوکای آرکانسایی Yucca arkansana
- یوکای استوایی Yucca lacandonica
- یوکای برگ ضعیف Yucca flaccida
- یوکای برگ‌باریک Yucca angustissima
- یوکای برگ‌قاشقی Yucca filamentosa
- یوکای بزرگ Yucca gigantea
- یوکای خنجر اسپانیایی Yucca carnerosana
- یوکای خنجری Yucca aloifolia
- یوکای دشتی Yucca campestris
- یوکای دماغه Yucca capensis
- یوکای رنگ‌پریده Yucca pallida
- یوکای سراشاره Yucca cernua
- یوکای صابونی Yucca elata
- یوکای موزی Yucca baccata
- یوکای ناواهو Yucca baileyi
- یوکای نخلی Yucca brevifolia
- Yucca coahuilensis
- Yucca constricta
- Yucca decipiens
- Yucca declinata
- Yucca desmetiana
- Yucca endlichiana
- Yucca faxoniana
- Yucca filifera
- Yucca glauca
- Yucca gloriosa
- Yucca grandiflora
- Yucca harrimaniae
- Yucca intermedia
- Yucca jaliscensis
- Yucca linearifolia
- Yucca luminosa
- Yucca madrensis
- Yucca mixtecana
- Yucca necopina
- Yucca neomexicana
- Yucca periculosa
- Yucca potosina
- Yucca queretaroensis
- Yucca reverchonii
- Yucca rupicola
- Yucca schidigera
- Yucca × schottii
- Yucca sterilis
- Yucca tenuistyla
- Yucca thompsoniana
- Yucca treculiana
- Yucca utahensis
- Yucca valida

## نگارخانه

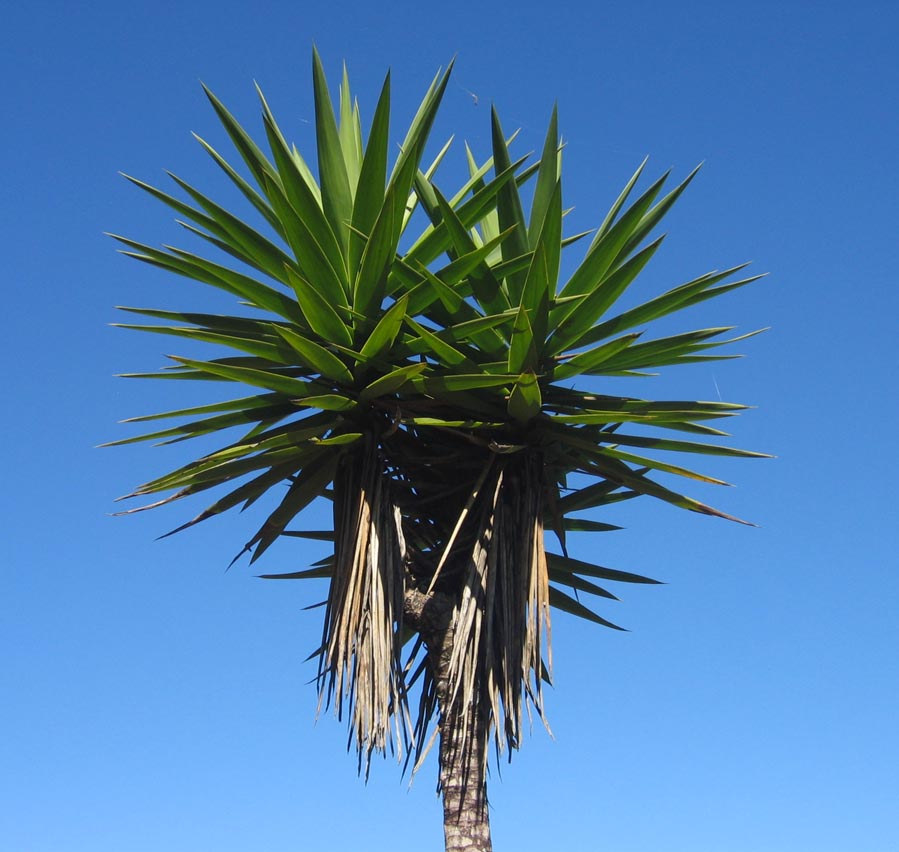
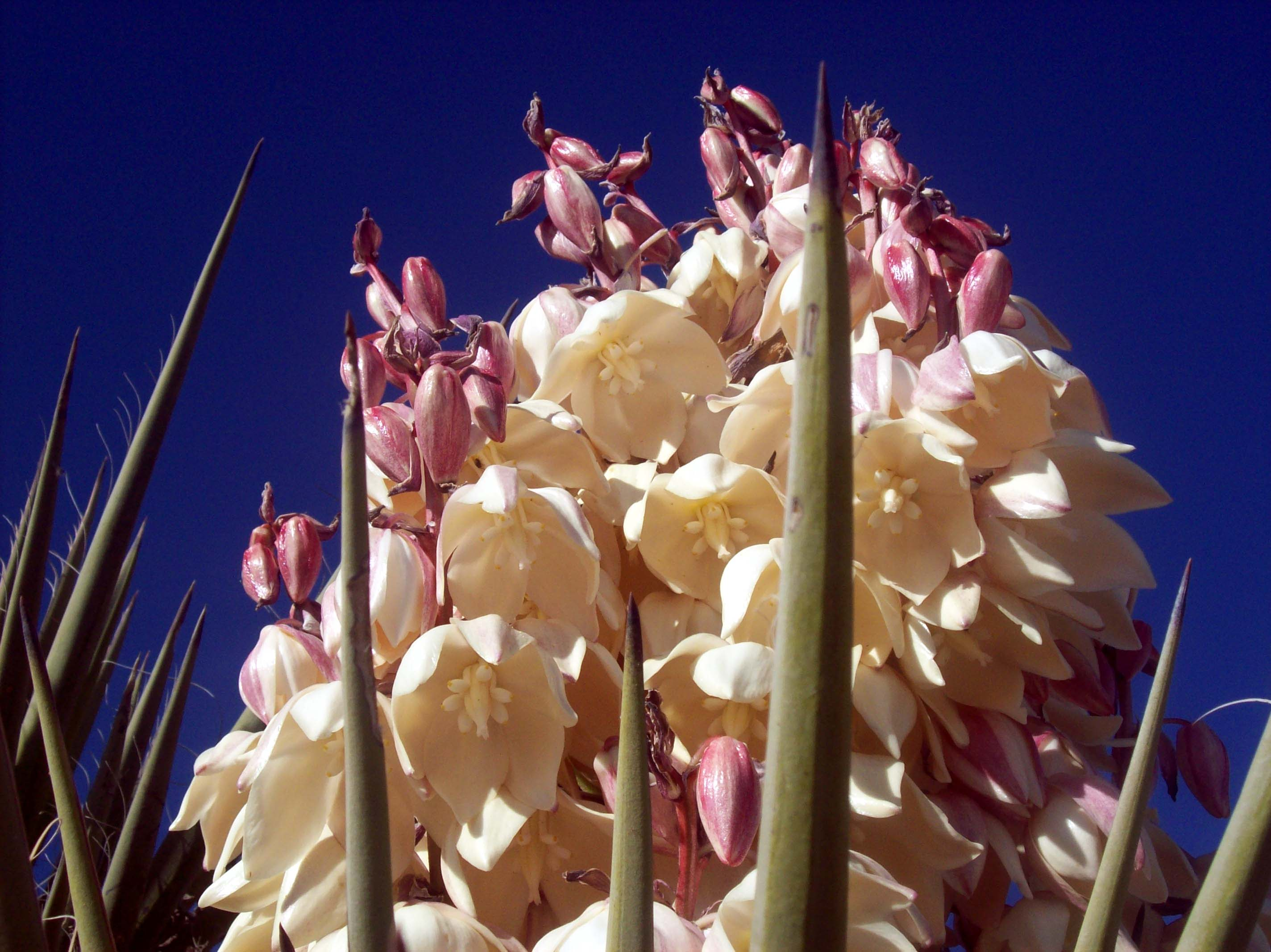
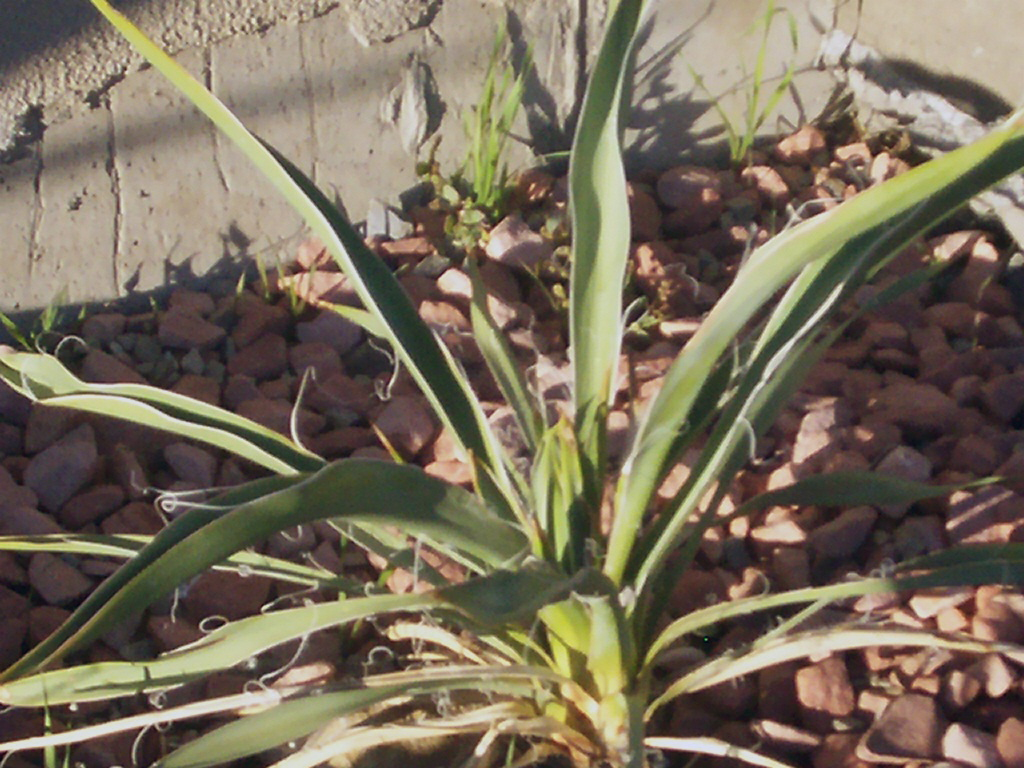

منابع
1- گیاه نت